# اندرو شالی
آندری ویکتور "اندرو" شالی (انگلیسی: Andrzej Viktor "Andrew" Schally؛ زادهٔ ۳۰ نوامبر ۱۹۲۶ – درگذشتهٔ ۱۷ اکتبر ۲۰۲۴) یک پزشک اهل لهستان بود.
اندرو شالی در ۱۷ اکتبر ۲۰۲۴، در سن ۹۷ سالگی درگذشت.
وی برنده جوایزی همچون جایزه نوبل فیزیولوژی و پزشکی (۱۹۷۷) و جایزه لسکر شده‌است.